# Bamse og kraftklokkerne
Bamse og kraftklokkerne er en svensk animationsfilm fra 2018 instrueret af Christian Ryltenius. Filmen, der er baseret på tegneserien af Rune Andréasson, efterfulgte Bamse og heksens datter, der udkom i 2016.
Filmen var den sidste med Peter Haber som Bamse før hans rolle blev overtaget af Rolf Lassgård i Bamse og Vulkanøen (2021).

## Svenske stemmer
- Tomas Bolme - fortæller
- Peter Haber - Bamse
- Morgan Alling - Lille Skutt
- Steve Kratz - Skalman
- Rolf Lydahl - Reinard Räv
- Maria Langhammer - Farmor
- Cecilia Frode - Bufflan
- Tea Stjärne - Nalle-Maja
- Andreas Rothlin Svensson - Kubbe Varg
- Leif Andrée - Knocke och Smocke
- Ann Petrén - borgmästaren

## Danske stemmer
- Niels Olsen - Bamse
- Henrik Koefoed - Lille Hopsa
- Claus Bue - Ole Opfinder
- Torben Zeller - Reinard Ræv